# Zyras rudis
Zyras rudis är en skalbaggsart som först beskrevs av Leconte 1866.  Zyras rudis ingår i släktet Zyras och familjen kortvingar. Inga underarter finns listade i Catalogue of Life.